# Водгать (верхний приток Унжи)
Водгать, Водготь — река в России, протекает в Мантуровском районе Костромской области. Устье реки находится в 142 км по правому берегу реки Унжа. Длина реки составляет 16 км.
Исток Водгати находится в лесах к юго-востоку от деревни Котельное и юго-западнее станции Костриха. Река течёт на восток, затем на юго-восток. На левом берегу — деревня Паршино. Впадает в Унжу ниже города Мантурово.

## Данные водного реестра
По данным государственного водного реестра России относится к Верхневолжскому бассейновому округу, водохозяйственный участок реки — Унжа от истока и до устья, речной подбассейн реки — Бассейны притоков Волги ниже Рыбинского водохранилища до впадения Оки. Речной бассейн реки — (Верхняя) Волга до Куйбышевского водохранилища (без бассейна Оки).
Код объекта в государственном водном реестре — 08010300312110000015853.